# EGO (движок)
EGO — игровой движок, модифицированная версия движка Neon, использованного в игре Colin McRae: DiRT, разработанной компаниями Codemasters и Sony Computer Entertainment с использованием кросс-платформенного графического движка PhyreEngine от Sony. Движок ориентирован на аппаратно-программные платформы ПК (Windows), Xbox 360 и PlayStation 3.
6 июля 2009 года Брайан Маршалл (англ. Bryan Marshall), технический директор Codemasters, официально заявил, что в ПК-версии гонки DiRT 2, которая будет использовать движок «EGO», будет добавлена поддержка DirectX 11. Таким образом, движок «EGO» стал первым движком, для которого была заявлена поддержка DirectX 11.
В конце июля 2010 года старший вице-президент Codemasters Джейми МакДональд (англ. Jamie MacDonald) в интервью Develop сообщил о новых играх компании, которые разрабатываются с использованием EGO 2.0, второй итерации движка. Согласно его словам, в этот момент компания активно разрабатывает движок.

## Игры, в которых использован EGO
| Название игры                       | Дата выхода           | Версия движка EGO |
| ----------------------------------- | --------------------- | ----------------- |
| Colin McRae: DiRT                   | 15 июня 2007 года     | Neon              |
| Race Driver: GRID                   | 30 мая 2008 года      | 1.0               |
| DiRT 2                              | 8 сентября 2009 года  | 1.0               |
| F1 2009                             | 17 ноября 2009 года   | 1.0               |
| Operation Flashpoint: Dragon Rising | 6 октября 2009 года   | 1.0               |
| F1 2010                             | 22 сентября 2010 года | 1.5               |
| Operation Flashpoint: Red River     | 21 апреля 2011 года   | 2.0               |
| DiRT 3                              | 24 мая 2011 год       | 2.0               |
| Bodycount                           | 2 сентября 2011 года  | 1.0               |
| F1 2011                             | 20 сентября 2011 года | 2.0               |
| DiRT: Showdown                      | 25 мая 2012 года      | 2.0               |
| F1 2012                             | 21 сентября 2012 года | 2.0               |
| F1 Race Stars                       | 16 ноября 2012 года   | 2.0               |
| GRID 2                              | 31 мая 2013 года      | 3.0               |
| F1 2013                             | 4 октября 2013 года   | 3.0               |
| GRID Autosport                      | 24 июня 2014 года     | 3.0               |
| F1 2014                             | 2 октября 2014 года   | 3.0               |
| F1 2015                             | 10 июля 2015 года     | 4.0               |
| DiRT Rally                          | 7 декабря 2015 года   | 3.0               |
| F1 2016                             | 19 августа 2016 года  | 4.0               |
| DiRT 4                              | 9 июня 2017 года      | 4.0               |
| F1 2017                             | 25 августа 2017 года  | 4.0               |
| DiRT Rally 2.0                      | 26 февраля 2019 года  | -                 |